# Dichaetomyia monticola
Dichaetomyia monticola är en tvåvingeart som beskrevs av Fritz Isidore van Emden 1965. Dichaetomyia monticola ingår i släktet Dichaetomyia och familjen husflugor. Inga underarter finns listade i Catalogue of Life.